# The Big Lebowski
The Big Lebowski är en amerikansk komedifilm från 1998, skriven, regisserad och producerad av bröderna Joel och Ethan Coen.

## Handling
Jeffrey "The Dude" Lebowski (Jeff Bridges) lever ett flummarliv i Los Angeles. Han gillar att röka gräs, dricka white russian och bowla med sina vänner Walter (John Goodman) och Donny (Steve Buscemi).
Men livet förändras när två utpressare (Philip Moon och Mark Pellegrino) bryter sig in i hans hus och kräver att få de pengar som Lebowskis fru Bunny har lånat. Problemet är bara att The Dude inte har någon fru.
The Dude får så reda på att det finns en annan Jeffrey Lebowski i stan. Denne Jeffrey Lebowski (David Huddleston) är en stenrik och folkilsken rullstolsburen invalid som är gift med unga och promiskuösa Bunny (Tara Reid).
En kort tid senare blir Bunny kidnappad. The Dude utlovas en belöning för att hitta Bunny, samtidigt som han är ute efter att få upprättelse för att en av utpressarna urinerade på hans matta. Det går dock inte bättre än att The Dude lyckas slarva bort lösesumman han fått för att få Bunny fri. The Dude blir därefter inblandad i en snurrig jakt på Bunny och de försvunna pengarna tillsammans med excentriska konstnärer, tyska nihilister, porrfilmare och en mystisk man i en VW-bubbla som hela tiden förföljer honom.

## Rollista (urval)
- Jeff Bridges – Jeffrey "The Dude" Lebowski
- John Goodman – Walter Sobchak
- Julianne Moore – Maude Lebowski
- Steve Buscemi – Theodore Donald "Donny" Kerabatsos
- David Huddleston – Jeffrey Lebowski - The "Big" Lebowski
- Philip Seymour Hoffman – Brandt
- Tara Reid – Bunny Lebowski
- Ben Gazzara – Jackie Treehorn
- Philip Moon – Woo, Treehorns torped
- Mark Pellegrino – Treehorns torped, blond
- Peter Stormare – Uli Kunkel / "Karl Hungus"
- Michael Balzary – Kieffer
- John Turturro – Jesus Quintana
- Sam Elliott – främlingen
- David Thewlis – Knox Harrington
- Jerry Haleva – Saddam Hussein

## Om filmen
Filmen producerades från januari till april 1997. Den hade sverigepremiär i september 1998 med åldersgräns 15 år. Det finns en mängd referenser till andra filmer. Ljudspåret innehåller mycket musik från 1960- och 70-talen, exempelvis av Bob Dylan, Elvis Presley och Mickey Newbury. Karaktären Walter Sobchak är baserad på den amerikanske manusförfattaren John Milius.

### Utmärkelser
Filmen nominerades till Guldbjörnen vid Filmfestivalen i Berlin 1998 och valdes till bästa utländska film av Russian Guild of Film Critics samma år.